# Leonard Covello
Leonard Covello, all'anagrafe Leonardo Coviello (Avigliano, 26 novembre 1887 – Messina, 19 agosto 1982), è stato un pedagogista italiano naturalizzato statunitense, che si è battuto per l'integrazione dei figli degli emigranti italiani e poi portoricani) nella scuola americana in una prospettiva di bilinguismo e biculturalismo che salvaguardasse il loro orgoglio nelle proprie radici.

## Biografia
Leonard Covello nacque Leonardo Coviello a Avigliano, in Basilicata nel 1887. Nel 1890 suo padre emigrò negli Stati Uniti d'America lasciando la moglie e i tre figli al paese. Sei anni dopo, nel 1896, la famiglia poté finalmente riunirsi a East Harlem, New York.
Contro ogni difficoltà, Leonard Covello (come fu chiamato a scuola in America) riuscì a farsi valere negli studi, vincendo una borsa di studio al liceo che dal 1907 al 1911 gli permise di frequentare la Columbia University e di laurearsi. Nel 1913 fu assunto come insegnante di francese alla DeWitt Clinton High School.
Con l'entrata in guerra degli Stati Uniti nella prima guerra mondiale nel 1917, Covello si recò volontario in Francia dove per la sua conoscenza della lingua francese fu assegnato a compiti di interprete e di intelligence.
Nel 1920 Covello tornò al suo lavoro di insegnante alla DeWitt Clinton High School. Qui approfondì le sue riflessioni pedagogiche sull'integrazione dei ragazzi italo-americani. Covello contesteva la prassi che tendeva a separare i ragazzi dalla loro cultura e lingua madre, comprese le loro famiglie e le loro comunità di origine, come premessa per il loro successo negli studi. Come Covello stesso ebbe a dire ripensando alla propria educazione: "We were becoming Americans by learning how to be ashamed of our parents.” (Diventavamo americani imparando a vergognarci dei nostri genitori) Nel bilinguismo e biculturalismo Covello vedeva il mezzo per facilitare la transizione dei ragazzi da immigrati a cittadini integrati senza separarli dalle loro comunità o cultura nativa, anzi suscitando in loro l'orgoglio delle proprie radici. Già nel 1914 Covello aveva fondato a questo scopo Il Circolo Italiano a DeWitt Clinton. Nel 1922 su sua iniziativa fu creato il Dipartimento di Italiano della scuola che egli diresse fino al 1926, quando fu promosso Primo Assistente in Lingue Moderne, incarico che ricoprirà fino al 1934.
Nel 1934, con la fondazione della Benjamin Franklin High School a East Harlem, uno dei centri dell'immigrazione italiana a New York, si compì il suo sogno di creare nel quartiere una scuola superiore organizzata attorno ai suoi principi educativi. Covello non solo fu preside e animatore della scuola, ma accompagnò a questo impegno una vasta attività di diffusione delle sue teorie pedagogiche. Dal 1929 and 1942 fu Adjunct Professor alla New York University, dalla quale ricevette il dottorato in Pedagogia nel 1944.
Quando dalla fine degli anni Quaranta nel quartiere dell'East Harlem divenne sempre più rilevante la presenza dei portoricani, Covello si batté a favore dell'integrazione razziale ed adottò anche nei confronti della comunità portoricana quegli stessi principi che aveva elaborato e sperimentato negli anni Venti e Trenta in rapporto alla comunità italiana. Nel 1956 Covello si ritirò dal ruolo di preside della Franklin High School ed accettò un incarico di consulenza presso la Divisione Migrazioni del Dipartimento portoricano del Lavoro. Si impegnò anche nel lavoro sociale per gli anziani del quartiere.
Nel 1972 Leonard Covello tornò in Italia, in Sicilia su invito di Danilo Dolci per applicare i suoi metodi educativi ai ragazzi siciliani.
Covello morì il 19 agosto 1982 a Messina.

## Opere
- Leonard Covello, The Social Background of the Italo-American School Child (Leiden: Brill, 1967; Totowa, NJ: Rowman and Littlefield, 1972)
- Leonard Covello, The Heart is the Teacher (New York: McGraw Hill, 1958)